# Canela TV
 (octobre 2012).
Pour les articles homonymes, voir Canela (homonymie).
Canela TV est une chaîne de télévision équatorienne latino-américaine.
Elle s'est appelée Télévision Canela jusqu'en 2012.
Elle est basée à Quito, la capitale de l'Équateur, en Amérique Centrale, elle diffuse dans tout le pays mais également dans le monde global grâce à une diffusion en continu sur son site web.

## Historique
Sa première diffusion date du 7 juin 2010.

## Slogan
Son slogan en espagnol est El color del Ecuador qui se traduit en français par La couleur de l'Équateur.

## Logo
Son logo représente son nom Canela écrit en noir suivi de TV écrit en orange, avec de la couleur vert, bleu et orange dans les lettres.

## Diffusion
Elle est également diffusée en HD sur Canela TV HD.
Elle dispose également d'une radio Canela Radio.
Elle possède un compte Twitter @canelatv avec plus de 11.000 abonnés et d'une page Facebook.